# Carmine Coppola
Carmine Coppola (Nova Iorque, 11 de junho de 1910 – Los Angeles, 26 de abril de 1991) foi um compositor italo-americano nascido em 11 de junho de 1910 na cidade de Nova Iorque vencedor do Oscar de Melhor Trilha Sonora.
Carmine Coppola foi avô de Nicolas Cage. Coppola colaborou com o seu filho Francis Ford Coppola em, por exemplo: The Godfather: Part II (1974), Apocalypse Now (1979), The Outsiders (filme) (1983), Gardens of Stone (1987), New York Stories (1989) e The Godfather Part III (1990).

## Filmografia

### Colaborações com Francis Ford Coppola
| Ano  | Filme                         | Notas |
| ---- | ----------------------------- | --- |
| 1959 | Battle Beyond the Sun         | Reedição em inglês de Nebo Zovyot Composto com Yuliy Meitus e Vyacheslav Mescherin |
| 1962 | Tonight for Sure              | N / D |
| 1969 | The Rain People               | Composta com Ronald Stein |
| 1974 | The Godfather Part II         | Composta com Nino Rota Prêmio da Academia de Melhor Trilha Sonora Original |
| 1979 | Apocalypse Now                | Composta por Francis Ford Coppola Globo de Ouro de melhor banda sonora original Nominated- Prêmio BAFTA de Melhor Música de Cinema Nominated- Grammy de Melhor Trilha Soundtrack for Visual Mídia |
| 1980 | Napoléon                      | Reedit de 1927 filme supervisionado por Coppola |
| 1983 | The Outsiders                 | N / D |
| 1987 | Faerie Tale Theatre           | Episódio da série de televisão : "Rip Van Winkle" |
| 1987 | Gardens of Stone              | N / D |
| 1988 | Tucker: The Man and His Dream | Composta por Joe Jackson |
| 1989 | New York Stories              | Segmento: "Vida sem Zoe" |
| 1990 | The Godfather Part III        | Indicado - Prêmio da Academia de Melhor Canção Original Nomeado - Prêmio Globo de Ouro de Melhor Trilha Original Nomeado - Prêmio Globo de Ouro de Melhor Canção Original                         |

### Colaboração com outros diretores
| Ano  | Filme                             | Diretor                | Notas |
| ---- | --------------------------------- | ---------------------- | --- |
| 1968 | The Green Berets                  | John Wayne Ray Kellogg | Como flautista Partitura composta por Miklós Rózsa                                                                           |
| 1971 | THX 1138                          | George lucas           | Como flautista e orquestrador Partitura composta por Lalo Schifrin                                                           |
| 1972 | The People                        | John Korty             | Filme para televisão |
| 1977 | Mustang: The House That Joe Built | Robert Guralnick       | Documentário |
| 1979 | The Black Stallion                | Carroll Ballard        | Prêmio Los Angeles Film Critics Association de Melhor Música Nomeado - Prêmio Globo de Ouro de Melhor Trilha Sonora Original |
| 1989 | Blood Red                         | Peter Masterson        | N / D |